# Musa ibn Nusayr
Abū ʿAbd al-Raḥmān Mūsā ibn Nuṣayr ibn ʿAbd al-Raḥmān Zayd al-Lakhmī (in arabo أبو عبد الرحمن موسى بن نصير بن عبد الرحمن زيد اللخمي‎?; 640 – Hegiaz, 716) chiamato Muza nella tradizione spagnola, fu un comandante militare musulmano yemeníta, governatore degli Omayyadi. Fu Wālī di Ifriqiya e può essere considerato il secondo Wālī di al-Andalus.

## Origine
Il Diccionario biográfico español, Real Academia de la Historia riporta che Musa era di umile origine, forse imparentato con i Lakhmidi.

Secondo il Ajbar Machmuâ: crónica anónima, Musa era discendente da una famiglia araba siriana infedele (infieles), cioè cristiana, che era stata catturata durante la conquista mussulmana del medio oriente ed era al servizio del califfo Abd al-Malik ibn Marwan, dopo che il padre di Musa, Nuṣayr, era stato liberato.

Mappa della penisola iberica, nel 714, durante la conquista araba, dopo l'intervento di Musa

## Biografia

### Storiografia tradizionale, secondo gli storici berberi del X-XI secolo
Nel 698 fu inviato come emiro (governatore) del Nordafrica, con l'incarico di porre termine ad una ribellione di berberi. Dovette combattere anche contro gli ultimi Bizantini del Nordafrica e nello stesso periodo fece costruire una flotta che avrebbe permesso ai suoi successori di conquistare dai Bizantini le isole di Ibiza, Maiorca e Minorca.

Nel 708 Musa occupò Tangeri, la cui popolazione abbracciò l'Islam e poi si diresse verso Ceuta e i territori limitrofi che facevano parte del Regno visigoto, senza poterla occupare in quanto il conte Giuliano, che la governava si difese energicamente e inoltre riceveva, via mare, rinforzi e vettovaglie dalla penisola iberica.

Dopodiché, Musa fece ritorno a Kairouan, capitale di Ifriqiya, lasciando Ṭāriq b. Ziyād, governatore di Tangeri, come riportato nel Ibn Abd-el-Hakem's History of the Conquest of Spain-
Nel 710, alla morte del re visigoto Witiza, nella penisola iberica scoppiò una guerra civile tra i due pretendenti alla successione al trono: Agila II (il figlio del precedente re) e Roderico, come riporta lo storico Rafael Altamira y Crevea. Quest'ultimo fu eletto re dalla maggioranza dell'aristocrazia visigota, mentre i partigiani di Agila, guidati dallo zio dello stesso, Oppas, vescovo di Toledo, gli suggerirono di sollecitare l'aiuto dei musulmani del Marocco, contro Roderico; aiuto che fu ottenuto con la mediazione del governatore di Ceuta e forse anche di Tangeri, il conte Giuliano, che, ancora secondo il Ajbar Machmuâ: crónica anónima, odiava Roderico che gli aveva violentato una figlia, e quindi, restando governatore di Ceuta aveva riconosciuto l'autorità di Musa.

Dopodiché, nel luglio del 710, Musa inviò nella penisola iberica il liberto Tarif ibn Malik, con quattro navi, che arrivò sino ad una città che è ancora chiamata Algeciras), cui dettero il nome di "isola verde" (in arabo al-jazīra al-khadrā’), e, che ritornò sano e salvo in Ifriqiya, con molti prigionieri.
Nel 711 Musa inviò nella penisola iberica un liberto, il generale Ṭāriq b. Ziyād, persiano di Hamadan (altri dicono fosse di Sadif), con Tarif e le sue quattro navi, con 7.000 uomini, che sbarcarono a Gibilterra il 30 aprile 711.

Il re dei Visigoti Roderico, che si trovava a Pamplona, si diresse contro Tariq con un grande esercito, e Musa, su richiesta di Tariq, inviò 5.000 uomini di rinforzo, che portarono a 12.000 effettivi, l'esercito invasore.

Tariq si inoltrò verso l'interno e nella battaglia del Guadalete sconfissero Roderico (che, tradito dai figli di Witiza, perse la vita nel corso della battaglia oppure poco più tardi) e travolse l'esercito dei Visigoti; anche la Histoire de la conquête de l'Espagne par les Musulmans, riporta che Roderico fu sconfitto sulle sponde del Guadalete, nella provincia di Sidonia.

I Visigoti reduci dalla battaglia si rifugiarono a Écija, dove assieme agli abitanti della città, combatterono aspramente, causando numerosi morti e feriti, tra le truppe di Tariq, ma alla fine soccombettero, e il conte Giuliano fece presente a Tariq che poteva impadronirsi della penisola iberica; quindi diviso l'esercito, dopo due mesi di assedio conquistarono Cordova, che divenne la capitale del territorio conquistato e sempre nel 711 entrarono a Toledo, la capitale dei Visigoti.
Musa intervenne nelle vicende della penisola iberica, o perché chiamato da Tariq, che si sentiva minacciato da un esercito visigoto (sembra guidato da Roderico) che si era raccolto a Medina, oppure perché invidioso del rapido successo del suo generale, come riportano sia la Ajbar Machmuâ: crónica anónima, che la Histoire de la conquête de l'Espagne par les Musulmans.
Nel 712 Musa, accompagnato dal figlio ʿAbd al-ʿAzīz b. Mūsā e con un esercito di 18.000 uomini, attraversò lo stretto e procedette alla conquista del restante territorio del regno visigoto: occupò, con la forza, Medina-Sidonia, entrò in Carmona, con uno stratagemma e, poi assediò Siviglia, la più importante città della Spagna, la prima capitale del regno visigoto, che occupò dopo alcuni mesi, la consegnò alla custodia degli Ebrei e si diresse verso Mérida, a cui pose l'assedio che resistette circa un anno (sino al 30 giugno 713).

Anche la Histoire de la conquête de l'Espagne par les Musulmans riporta gli stessi avvenimenti più succintamente, precisando che Musa volle sbarcare le sue truppe sulla costa atlantica, in un luogo diverso da quello in cui sbarcò Tariq, che venne denominato Porto di Musa e da lì si diresse su Sidonia, città vicino al punto di sbarco.
Da Mérida Mūsā si diresse a Toledo, dove si ricongiunse a Tariq.

Sempre nello stesso anno propose ad Agila II di riconoscersi vassallo del Califfo di Damasco in cambio di tutte le terre ed i beni che gli erano stati confiscati da Roderico; tra la fine del 713 e il 714 Agila II accettò e, rinunciando al trono, con i figli Sara, Madrugal e Oppas, si trasferì a Siviglia, dove morì, mentre lo zio Oppas divenne vescovo metropolita di Toledo; Agila II citato con il nome di Almounz, secondo la Histoire de la conquête de l'Espagne par les Musulmans possedeva circa mille villaggi nella parte occidentale dell'Andalusia.

Il fratello Artavasde (Ardebast) si stabilì a Cordova, dove assunse il titolo di conte che trasmise al suo discendente, Abu Said, anche lui possedeva circa mille villaggi nella parte centrale dell'Andalusia.

L'altro fratello Olmundo (Roumlouh), invece possedeva circa mille villaggi nella parte orientale dell'Andalusia.

Quella che doveva essere una scorreria per conquistare un notevole bottino si era trasformata in guerra di conquista ed i Visigoti cominciarono ad opporre una generale resistenza, che si manifestò nella ribellione di Siviglia, che dovette essere domata da suo figlio ʿAbd al-ʿAzīz, mentre Musa si diresse nella zona di Mérida, dove Roderico, secondo gli storici arabi, tra cui Saavedra, si era ritirato e dove fu raggiunto da Tariq.

Le forze musulmane congiunte di Musa e Tariq attaccarono Roderico costringendolo alla battaglia nei pressi di Segovia, nella provincia di Salamanca, dove lo sconfissero e lo uccisero; secondo gli annuari di Alfonso III il Grande, re delle Asturie, scritti nel IX secolo da Sebastiano di Salamanca in quel luogo fu scoperta una tomba attribuita al re visigoto.

Nel 714 Mūsā e Ṭāriq occuparono Saragozza e avanzarono sino a Lérida. Quindi si separarono e Mūsā si diresse nelle Asturie occupando León, Astorga e Zamora e quindi arrivò sino a Lugo, occupando tutta la Galizia.
Riunitosi nuovamente con Tariq ad Astorga, entrambi furono richiamato a Damasco, per rendere conto del suo operato, dal califfo al-Walīd I. Prima di partire spartì tra i suoi tre figli i territori che governava, come fossero i propri:
- ʿAbd al-ʿAzīz fu wali di al-Andalus[17];
- ʿAbd al-Malik (anche chiamato Marwān), fu wali di Tangeri, citato nel Ibn Abd-el-Hakem's History of the Conquest of Spain[5];
- ʿAbd Allāh, che era il maggiore, fu wali di Ifriqiya, come riporta il Ibn Abd-el-Hakem's History of the Conquest of Spain, asserendo che sostituì il padre a Kairouan, capitale di Ifriqiya, quando partì per al Andalus[19].

Il vecchio Musa, assieme a Tariq, si misero in viaggio, via terra, verso la Siria, portando con sé 400 figli dei capi visigoti ed immensi tesori; lo storico C.H. Becker sostiene che alcuni papiri arabi, oggi al British Museum, ci hanno tramandato le spese sostenute da quella carovana principesca, durante il temporaneo soggiorno in Egitto.

Mūsā, arrivato nei pressi di Damasco all'inizio del 715, venne a conoscenza che Al Walid I era malato, e il fratello del califfo, Sulayman ibn Abd al-Malik, il futuro califfo, gli chiese di entrare in Damasco, dopo la morte del fratello, ma Musa non gli obbedì e si presentò ad Al Walid I, come riteneva suo dovere, come riporta anche Ibn Abd-el-Hakem's History of the Conquest of Spain.
Sempre, nel 715, dopo che Sulayman ibn Abd al-Malik era succeduto al fratello, Mūsā cadde in disgrazia e fu condannato per malversazione dal nuovo califfo e fu imprigionato e condannato a pagare una grossa multa; posto in libertà per intervento del figlio di Suleiman, Ayub, a Musa fu impedito di tornare in al-Andalus.
Suleiman aveva fatto uccidere Abd al-Aziz ibn Musa, figlio di Musa, in quanto si era incoronato re dei musulmani e visigoti di Spagna e quando, nel 716, la testa di ʿAbd al-ʿAzīz fu portata a Damasco, chiese a Musa di fare il riconoscimento. Anche gli altri figli di Musa erano stati rimossi dagli incarichi o fatti uccidere.
In quello stesso anno (716) Suleiman decise di fare il pellegrinaggio (Ḥajj) e chiese a Musa di accompagnarlo, e durante il pellegrinaggio Musa morì nella regione di Hegiaz.

La corvetta irakena Musa ibn Nusayr dopo l'allestimento in Italia (1990)

### Storiografia moderna, alternativa, secondo gli spagnoli
Nel 1974 lo storico spagnolo, Ignacio Olagüe Videla, nel suo libro La Revolución islámica en Occidente fa due ipotesi sul personaggio Mūsā:
- è un personaggio di fantasia, mai esistito;
- fu uno dei primi propagandisti dell'Islam nella Penisola iberica.

Che la prima ipotesi di Olagüe (di professione paleontologo e storico dilettante) non fosse sostenibile è però dimostrato dall'abbondanza di dati storici e cronachistici che riguardano Mūsā. In particolare si ricorderanno Ibn ʿAbd al-Ḥakam ( Futūḥ Miṣr, "La conquista dell'Egitto" ), Ibn al-Qūṭiyya ( Iftitāḥ al-Andalus, "La conquista di al-Andalus" ), Ibn ʿIdhārī ( al-Bayān al-mughrib, "Il resoconto straordinario" ), Ibn Khallikān ( Wafayāt al-ayʿān, "Necrologi degli uomini illustri" ), Ibn al-Athīr ( al-Kāmil fī l-taʾrīkh, "La perfezione nella storia" ), Ibn al-Faraḍī ( Taʾrīkh ʿulamāʾ al-Andalus, "Storia dei dotti di al-Andalus" ).